# Иван Пастухов
Иван Стефанов Пастухов е виден български историк, публицист, общественик и политически деец.

## Биография
Иван Стефанов Пастухов е роден на 26 октомври 1876 г. в Севлиево. Роднина е на Кръстю Пастухов.
Бил е учител и ръководител на Българския учителски съюз. Бил е главен редактор на вестниците „Народ“, „Искра“ и „Съзнание“. През 1919 – 1920 и 1938 – 1939 г. е депутат в ХVІІІ и ХХІV Обикновено народно събрание. В продължение на десет години е секретар на Българското историческо дружество и активен популяризатор на исторически знания.
Иван Пастухов умира на 1 май 1961 г. в София.
Неговият син – д-р Пастухов – е личен кардиолог на цар Борис III, специализирал е в Германия. Преминал е през лагера в Белене. Внукът му Иван Пастухов е известен български фотограф.

## Творчество
Автор е на много учебници по история за гимназиалните класове, както и на научните трудове „Българска история“, „Старите траки в България“, „Турски шпионаж между българската емиграция в Румъния“ и др.
В публикувания през 2008 г. негови спомени, статии, речи в творбата „Из преживяното“, Иван Пастухов описва всяка крачка на Българската работническа социалдемократическа партия от времето на „широките социалисти“ до обединението им с „тесните“. Творбата включва също спомени за срещите му с Андрей Жданов и Вячеслав Молотов непосредствено преди подписването на пакта за ненападение между Съветския съюз и Германия.

## Галерия
- Паметната плоча на дома на историка Иван Пастухов
- Домът му на адрес ул. „Неофит Рилски“ № 21, София